# Appunia
Appunia é um género botânico pertencente à família Rubiaceae.